# Simulator
Simulator este un gen de jocuri pentru calculator unde scopul acestor jocuri, după cum o spune și numele, este de a simula o experiență, pe cât de real posibil. Cele mai populare simulatoare sunt cele de avioane. Există totuși o gamă destul de largă: simulatoare de tancuri, nave militare, submarine, trenuri, navete spațiale etc. Acestea din urmă dau adesea loc dezbaterii asupra includerii lor în acest gen, existând aici o contradicție în termeni – obiectele simulate nu există întotdeauna sau nu respectă legile fizice.

## Genu-uri de simulatoare

### God games
Jocul de-a Dumnezeu (God games) reprezintă o subcategorie aparte și foarte de succes a simulatoarelor. Spre deosebire de alte jocuri, aici nu există un scop clar de atins pentru ca jucătorul să câștige. Se disting și aici mai multe subtipuri: jocuri de simulare economică( redau aspectele unei afaceri), jocuri de simulare a construcției unui oraș (în care jucătorul este atât urbanistul orașului, dar trebuie să mulțumească orice cerere a cetățenilor săi, fie de ordin economic sau spiritual; succesul este atins când bugetul orașului crește, iar stilul de viață al cetățenilor cunoaște îmbunătățiri), jocuri de simulare politică (simulează acțiunile unui guvern).
1. ↑  „Definitie god game”.